# Saison 2014 des Reds de Cincinnati
La saison 2014 des Reds de Cincinnati est la 133e saison en Ligue majeure de baseball et la 125e en Ligue nationale pour cette franchise.
Cincinnati encaisse 14 défaites de plus qu'en 2013 et prend en 2014 le 4e sur 5 équipes dans la division Centrale de la Ligue nationale avec 76 victoires et 86 revers. C'est une première saison perdante en 3 ans et la première fois que le club rate les éliminatoires depuis 2011. Johnny Cueto devient le premier lanceur des Reds gagnant de 20 victoires depuis 1988. Aroldis Chapman établit un nouveau record du baseball majeur avec au moins un retrait sur des prises lors de 49 matchs consécutifs. Le jeune Billy Hamilton réussit 56 buts volés, le plus grand nombre par une recrue depuis Ichiro Suzuki en 2001 mais est retiré en tentative de vol 23 fois, un sommet dans la ligue, et détient une basse moyenne de présence sur les buts de ,292. Les blessures limitent la vedette Joey Votto à 62 matchs et Jay Bruce déçoit avec une faible moyenne au bâton de ,217.

## Contexte
En 2013, les Reds se qualifient pour les séries éliminatoires pour la 2e année de suite et la  3e fois en 4 ans. Malgré tout, la saison est considérée une déception car elle se termine sur une mauvaise note : gagnant 7 parties de moins qu'en 2012, Cincinnati termine au 3e rang sur 5 clubs dans la division Centrale de la Ligue nationale et doit se contenter d'une qualification à titre de meilleur deuxième avec 90 victoires et 72 défaites. L'équipe perd ses 5 derniers matchs de la saison régulière, incluant les 3 derniers à domicile contre les Pirates de Pittsburgh, ce qui donne l'avantage du terrain à ces derniers pour le match éliminatoire. À Pittsburgh, les Reds subissent l'élimination en perdant le match de meilleur deuxième 6-2 contre leurs rivaux de section.

## Intersaison
Trois jours après l'élimination des Reds en octobre 2013, Dusty Baker, leur manager des 6 dernières saisons, est congédié. Bryan Price, instructeur des lanceurs des Reds depuis 4 ans, est promu gérant le 22 octobre suivant.
Durant l'hiver, les Reds perdent un de leurs meilleurs joueurs : Shin-Soo Choo, le voltigeur candidat au titre de joueur par excellence de la ligue en 2013, devient agent libre après une seule année à Cincinnati et accepte le contrat de 7 ans qui lui est offert par les Rangers du Texas. Le vétéran lanceur partant droitier Bronson Arroyo et le joueur de champ intérieur César Izturis deviennent aussi joueurs autonomes, tout comme le releveur gaucher Zach Duke qui, après avoir été acquis par Cincinnati durant la saison 2013, rejoint les Brewers de Milwaukee. Les voltigeurs Xavier Paul et Derrick Robinson quittent aussi le club.
Les Reds ajoutent en prévision de la saison 2014 le receveur Brayan Peña, parti des Tigers de Détroit pour accepter le contrat de deux saisons offert par Cincinnati. Peu après, le receveur Ryan Hanigan, qui a fait ses débuts avec le club en 2007, passe aux Rays de Tampa Bay dans une transaction à trois clubs impliquant aussi les Diamondbacks de l'Arizona. Dans l'échange, les Reds obtiennent d'Arizona le lanceur gaucher David Holmberg. Le joueur d'utilité Skip Schumaker rejoint les Reds sur un contrat de deux ans après avoir évolué un an chez les Dodgers de Los Angeles. Deux lanceurs, le droitier Chien-Ming Wang et le gaucher Jeff Francis, signent des contrats des ligues mineures avec Cincinnati,.
Le releveur gaucher Manny Parra, après avoir complété sa première saison à Cincinnati, signe avec le club une nouvelle entente de deux saisons.

## Calendrier pré-saison
L'entraînement de printemps 2014 des Reds se déroule du 26 février au 29 mars.

## Saison régulière
La saison régulière de 162 matchs des Reds débute le 31 mars à Cincinnati avec la visite des Cardinals de Saint-Louis et se termine le 28 septembre suivant.

### Classement
| Ligue nationale (Division Centrale) | V  | D  | %    | Diff. | Diff. (séries) |
| ----------------------------------- | -- | -- | ---- | ----- | -------------- |
| Cardinals de Saint-Louis            | 90 | 72 | ,556 | -     | -              |
| Pirates de Pittsburgh               | 88 | 74 | ,543 | 2     | -              |
| Brewers de Milwaukee                | 82 | 80 | ,506 | 8     | 6              |
| Reds de Cincinnati                  | 76 | 86 | ,469 | 14    | 12             |
| Cubs de Chicago                     | 73 | 89 | ,451 | 17    | 15             |

### Juillet
- 2 juillet : Billy Hamilton des Reds est nommé meilleure recrue du mois de juin dans la Ligue nationale[25].
- 11 juillet : Aroldis Chapman des Reds établit un nouveau record du baseball majeur en enregistrant au moins un retrait sur des prises dans 40 apparitions consécutives en relève, une séquence qui a débuté le 21 août 2013 et qui est une partie plus longue que le record précédent, établi par Bruce Sutter sur 39 matchs du 1er juin au 2 octobre 1977[26].

### Août
- 27 août : Billy Hamilton devient à 23 ans le plus jeune joueur de l'histoire des Reds à réussir 50 buts volés en une saison[27].